# Rod Fanni
Rod Fanni (Martigues, 6 dicembre 1981) è un ex calciatore francese, di ruolo difensore.

## Caratteristiche tecniche
È un difensore centrale, che può giocare anche terzino destro. È abile nel gioco aereo.

## Carriera

### Club
Ha giocato soprattutto in club francesi e in Ligue One, in particolare con squadre come il Olympique Marsiglia, il Nizza e il Rennes.
Dopo essere rimasto svincolato, il 6 marzo 2018 firma fino a giugno un contratto con il Montréal Impact.
Il 18 marzo esordisce con i canadesi giocando da titolare il derby vinto contro Toronto per 1-0. Rimane con i canadesi per tre stagioni in cui colleziona complessivamente 47 presenze condite da una rete.
Il 1º gennaio 2021 si ritira dal calcio giocato.

### Nazionale
Ha giocato 2 partite segnando un gol con la Nazionale Under-21 di calcio della Francia, mentre dal 2008 ad oggi ha collezionato 5 presenze con la Nazionale Maggiore Transalpina.

## Statistiche

### Presenze e reti nei club
Statistiche aggiornate al 30 dicembre 2020.
| Stagione               | Squadra                | Campionato             | Campionato | Campionato | Coppe nazionali | Coppe nazionali | Coppe nazionali | Coppe continentali | Coppe continentali | Coppe continentali | Altre coppe | Altre coppe | Altre coppe | Totale | Totale |
| Stagione               | Squadra                | Comp                   | Pres       | Reti       | Comp            | Pres            | Reti            | Comp               | Pres               | Reti               | Comp        | Pres        | Reti        | Pres   | Reti   |
| ---------------------- | ---------------------- | ---------------------- | ---------- | ---------- | --------------- | --------------- | --------------- | ------------------ | ------------------ | ------------------ | ----------- | ----------- | ----------- | ------ | ------ |
| 2000-2001              | Martigues              | L2                     | 30         | 0          | CF+CLF          | 0+1             | 0+0             |                    | -                  | -                  |             | -           | -           | 31     | 0      |
| 2001-2002              | Martigues              | L2                     | 30         | 0          | CF+CLF          | 0+1             | 0+0             |                    | -                  | -                  |             | -           | -           | 31     | 0      |
| Totale Martigues       | Totale Martigues       | Totale Martigues       | 60         | 0          |                 | 2               | 0               |                    |                    |                    |             |             |             | 62     | 0      |
| 2002-2003              | Lens                   | L1                     | 12         | 0          | CF+CLF          | 0+0             | 0+0             | UCL+CU             | 1+1                | 0                  |             | -           | -           | 14     | 0      |
| 2003-2004              | Lens                   | L1                     | 21         | 0          | CF+CLF          | 2+0             | 0+0             | CU                 | 2                  | 1                  |             | -           | -           | 25     | 1      |
| Totale Lens            | Totale Lens            | Totale Lens            | 33         | 0          |                 | 2               | 0               |                    | 4                  | 1                  |             |             |             | 39     | 1      |
| 2004-2005              | Châteauroux            | L2                     | 33         | 1          | CF+CLF          | 1+1             | 0+0             | CU                 | 1                  | 0                  |             | -           | -           | 36     | 1      |
| 2005-2006              | Nizza                  | L1                     | 21         | 0          | CF+CLF          | 1+5             | 0+0             |                    | -                  | -                  |             | -           | -           | 27     | 0      |
| 2006-2007              | Nizza                  | L1                     | 36         | 0          | CF+CLF          | 2+0             | 0+0             |                    | -                  | -                  |             | -           | -           | 38     | 0      |
| Totale Nizza           | Totale Nizza           | Totale Nizza           | 57         | 0          |                 | 8               | 0               |                    | -                  | -                  |             |             |             | 65     | 0      |
| 2007-2008              | Rennes                 | L1                     | 27         | 0          | CF+CLF          | 2+0             | 0+0             | CU                 | 5                  | 0                  |             | -           | -           | 34     | 0      |
| 2008-2009              | Rennes                 | L1                     | 37         | 2          | CF+CLF          | 6+0             | 0+0             | CU                 | 3                  | 0                  | CI          | 2           | 1           | 48     | 3      |
| 2009-2010              | Rennes                 | L1                     | 38         | 0          | CF+CLF          | 1+0             | 0+0             |                    | -                  | -                  |             | -           | -           | 39     | 0      |
| ago.-dic. 2010         | Rennes                 | L1                     | 11         | 0          | CF+CLF          | 2+0             | 0+0             |                    | -                  | -                  |             | -           | -           | 13     | 0      |
| Totale Rennes          | Totale Rennes          | Totale Rennes          | 113        | 2          |                 | 9               | 0               |                    | 8                  | 0                  |             | 2           | 1           | 132    | 3      |
| dic. 2010-giu. 2011    | Olympique Marsiglia    | L1                     | 19         | 0          | CF+CdL          | 0+2             | 0+0             | UCL                | 2                  | 0                  | SF          | -           | -           | 23     | 0      |
| 2011-2012              | Olympique Marsiglia    | L1                     | 29         | 1          | CF+CdL          | 3+3             | 0+0             | UCL                | 5                  | 0                  | SF          | 1           | 0           | 41     | 0      |
| 2012-2013              | Olympique Marsiglia    | L1                     | 33         | 2          | CF+CdL          | 2+1             | 0+0             | UEL                | 7+2                | 1                  | -           | -           | -           | 45     | 3      |
| 2013-2014              | Olympique Marsiglia    | L1                     | 22         | 0          | CF+CdL          | 1+1             | 0+0             | UCL                | 4                  | 0                  | -           | -           | -           | 26     | 0      |
| 2014-2015              | Olympique Marsiglia    | L1                     | 27         | 2          | CF+CdL          | 1+1             | 0+0             | -                  | -                  | -                  | -           | -           | -           | 29     | 2      |
| lug. 2015-feb. 2016    | Al-Arabi               | QSL                    | 14         | 1          |                 | -               | -               |                    | -                  | -                  |             | -           | -           | 14     | 1      |
| feb.-lug. 2016         | Charlton               | Ch                     | 14         | 0          |                 | -               | -               |                    | -                  | -                  |             | -           | -           | 14     | 0      |
| 2016-2017              | Olympique Marsiglia    | L1                     | 28         | 1          | CF+CdL          | 3+1             | 1+0             |                    | -                  | -                  |             | -           | -           | 32     | 2      |
| Totale O. Marsiglia    | Totale O. Marsiglia    | Totale O. Marsiglia    | 158        | 6          |                 | 19              | 1               |                    | 20                 | 1                  |             | 1           | 0           | 198    | 8      |
| 2018                   | Montréal Impact        | MLS                    | 26         | 1          | CC              | 1               | 0               |                    | -                  | -                  |             | -           | -           | 27     | 1      |
| 2019                   | Montréal Impact        | MLS                    | 3          | 0          | CC              | -               | -               |                    | -                  | -                  |             | -           | -           | 3      | 0      |
| 2020                   | Montréal Impact        | MLS                    | 14         | 0          | CC              | -               | -               | CCL                | 3                  | 0                  |             | -           | -           | 18     | 0      |
| Totale Montreal Impact | Totale Montreal Impact | Totale Montreal Impact | 43         | 1          |                 | 1               | 0               |                    | 3                  | 0                  |             |             |             | 47     | 1      |
| Totale carriera        | Totale carriera        | Totale carriera        | 525        | 11         |                 | 43              | 1               |                    | 37                 | 3                  |             | 3           | 1           | 608    | 15     |

### Cronologia presenze e reti in nazionale
| Cronologia completa delle presenze e delle reti in nazionale ― Francia | Cronologia completa delle presenze e delle reti in nazionale ― Francia | Cronologia completa delle presenze e delle reti in nazionale ― Francia | Cronologia completa delle presenze e delle reti in nazionale ― Francia | Cronologia completa delle presenze e delle reti in nazionale ― Francia | Cronologia completa delle presenze e delle reti in nazionale ― Francia | Cronologia completa delle presenze e delle reti in nazionale ― Francia | Cronologia completa delle presenze e delle reti in nazionale ― Francia |
| Data                                                                   | Città                                                                  | In casa                                                                | Risultato                                                              | Ospiti                                                                 | Competizione                                                           | Reti                                                                   | Note                                                                   |
| ---------------------------------------------------------------------- | ---------------------------------------------------------------------- | ---------------------------------------------------------------------- | ---------------------------------------------------------------------- | ---------------------------------------------------------------------- | ---------------------------------------------------------------------- | ---------------------------------------------------------------------- | ---------------------------------------------------------------------- |
| 14-10-2008                                                             | Saint-Denis                                                            | Francia                                                                | 3 – 1                                                                  | Tunisia                                                                | Amichevole                                                             | -                                                                      |                                                                        |
| 19-11-2008                                                             | Saint-Denis                                                            | Francia                                                                | 0 – 0                                                                  | Uruguay                                                                | Amichevole                                                             | -                                                                      |                                                                        |
| 2-6-2009                                                               | Saint-Étienne                                                          | Francia                                                                | 0 – 1                                                                  | Nigeria                                                                | Amichevole                                                             | -                                                                      |                                                                        |
| 14-10-2009                                                             | Saint-Denis                                                            | Francia                                                                | 3 – 1                                                                  | Austria                                                                | Qual. Mondiali 2010                                                    | -                                                                      |                                                                        |
| 11-8-2010                                                              | Oslo                                                                   | Norvegia                                                               | 2 – 1                                                                  | Francia                                                                | Amichevole                                                             | -                                                                      |                                                                        |
| Totale                                                                 |                                                                        | Presenze                                                               | 5                                                                      |                                                                        | Reti                                                                   | 0                                                                      |                                                                        |

## Palmarès

### Club

#### Competizioni nazionali
- Coppa di Lega francese: 2

Olympique Marsiglia: 2010-2011, 2011-2012
- Supercoppa francese: 1

Olympique Marsiglia: 2011
- Canadian Championship: 1

Montreal Impact: 2019